# Parilimyidae
Parilimyidae zijn een familie van tweekleppigen uit de superorde Anomalodesmata.

## Geslachten
- Panacca Dall, 1905
- Parilimya Melvill & Standen, 1899
- Procardia Meek, 1871